# 程尚模
程尚模（1925年—），曾用名程上模，男，湖北武昌人，中国工程热物理专家，曾任华中工学院教授、博士生导师，中国工程热物理学会常务理事。